# 曹詒孫
曹诒孙（？—？），字次谋，湖南茶陵县人。清朝政治人物。

## 生平
光绪六年（1880年）殿试一甲第二名（榜眼），赐进士及第。授翰林院编修，先后任国史馆协修、武英殿纂修。光绪十五年（1889年），补陕西学政。光绪十七年（1891年），出任山西乡试副考官。考毕归里，主洣江书院讲席。